# Ressource continue
Pour les articles homonymes, voir ressource.

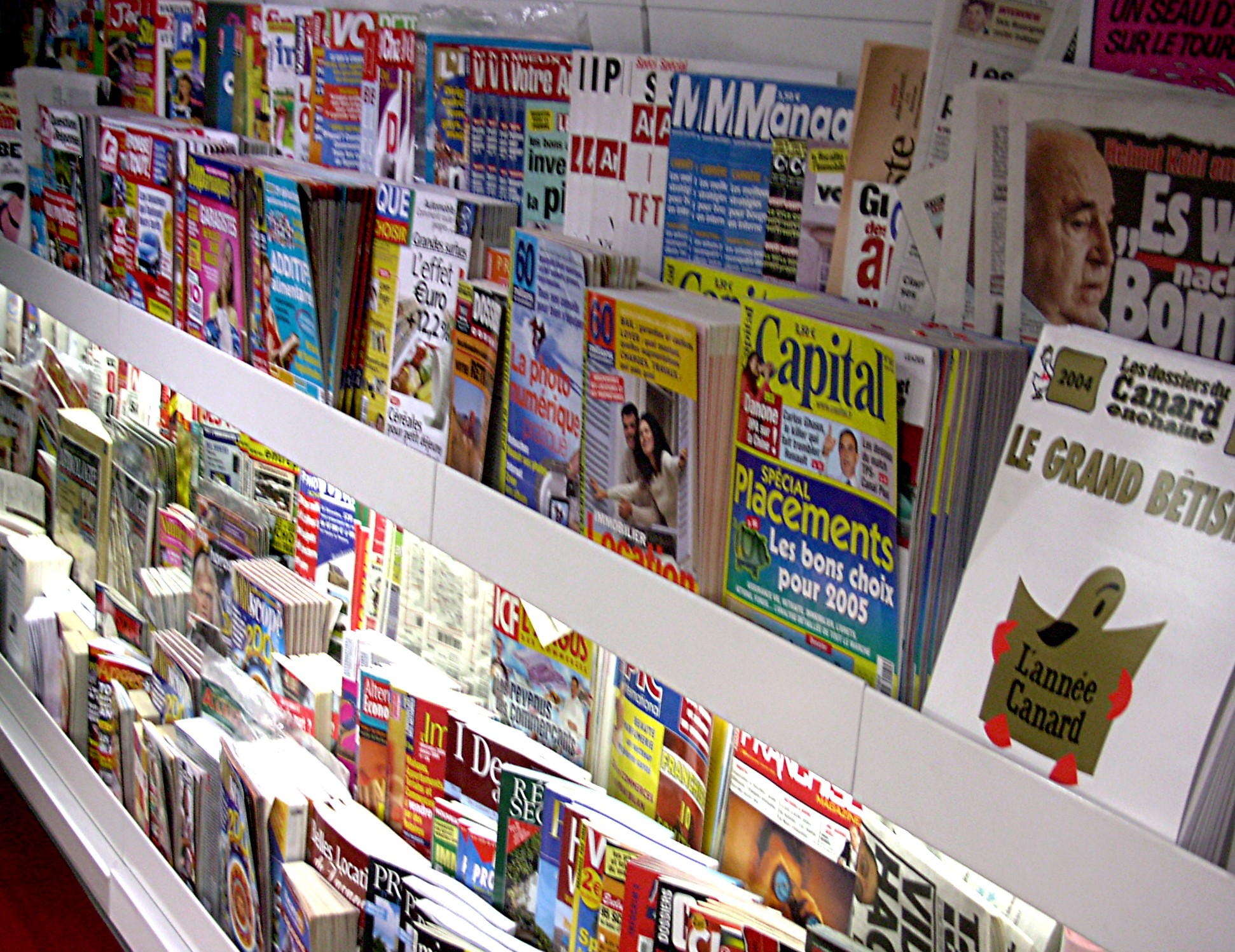
Revues.

Dans le domaine des sciences de l'information et des bibliothèques, une ressource continue se définit comme « [une] ressource[...] bibliographique[...] dont la publication se poursuit au cours du temps sans que la fin en soit prédéterminée »
Cette définition se veut assez large pour englober plusieurs types de publications, tant sur papier que sous forme électronique :
- les périodiques, imprimés ou électroniques ;
- les collections de monographies ;
- les publications à mises à jour, en particulier les publications à feuillets mobiles ;
- les sites Web.

Dans les quatre catégories indiquées ci-dessus, les deux premières prennent la forme de livraisons successives, à peu près régulières dans le premier cas, irrégulières dans le second.
Les deux autres sont appelées « ressources intégratrices » car elles constituent un élément fixe dont certains éléments peuvent être modifiés, ajoutés ou retirés au fur et à mesure.
Le terme de « ressource continue » englobe également les reproductions de telles ressources, même si elles prennent la forme de monographies, comme un reprint de périodique ou une édition sur microfilm.
Par ailleurs, il est fait application du principe que «c'est l'intention qui compte », de sorte qu'un périodique dont seul un numéro serait paru est malgré tout considéré comme une « ressource continue » si l'intention affichée était de poursuivre la parution, et le même raisonnement est appliqué à tout type de ressource continue.
La notion de ressource continue est un élargissement de ce que l'on appelle traditionnellement « publication en série » (en anglais : serial). Les bibliothécaires ont cependant décidé de créer une catégorie plus large, notamment pour tenir compte du grand nombre de périodiques électroniques.
La plupart des ressources continues disposent d'un ISSN.

## Note
1. ↑  Fédération internationale des associations de bibliothécaires et des bibliothèques, ISBD(CR) : description bibliographique internationale normalisée des publications en série et autres ressources continues : révision de l'ISBD(S), Bibliothèque nationale de France, Paris, 2004, p. 1 [lire en ligne].